# 堯都区
堯都区（ぎょうと-く）は中華人民共和国山西省臨汾市に位置する市轄区。

## 歴史
春秋時代に設置された平陽邑を前身とする。当時の邑治は現在の金殿鎮に設置された。秦による中国統一後は平陽県が設置された。南北朝時代になると445年（太平真君6年）、北魏により廃止されたが、487年（太和11年）に再設置、528年（建義元年）には県治も現在地の喬李鎮白馬城に移された。隋が成立すると581年（開皇元年）に平河県と、583年（開皇3年）には臨汾県と改称された。隋代には晋州（後の臨汾郡）、唐代以降は晋州、宋代には平陽府、元代には晋寧路、明清代には平陽府の治城が設置され、この地域の政治の中心地とされた。
1971年、県城部に県級市の臨汾市が分割設置された。1983年には臨汾県が廃止され臨汾市に統合された。2000年、地級市の臨汾市が成立するに当たり、市轄区に改編され堯都区が成立し現在に至る。

## 行政区画
- 街道:解放路街道、鼓楼西街街道、水塔街街道、南街街道、郷賢街街道、辛寺街街道、鉄路東街道、車站街街道、汾河街道、浜河街道
- 鎮:屯里鎮、喬李鎮、大陽鎮、県底鎮、劉村鎮、金殿鎮、呉村鎮、土門鎮、魏村鎮、堯廟鎮
- 郷:段店郷、賈得郷、一平垣郷、枕頭郷

## 交通

### 航空
- 臨汾喬李空港